# Маховщина
Маховщина́ — деревня Грызловского сельского поселения Долгоруковского района Липецкой области.

## География
Деревня Маховщина находится в северной части Долгоруковского района, в 20 км к северу от села Долгоруково. Располагается на правом берегу реки Быстрая Сосна, при впадении в неё Свишни.

## История
Маховщина возникла не позднее 2-й половины XIX века. В «Списках населённых мест» Орловской губернии 1866 года упоминается как «деревня владельческая Моховщина при устье реки Свишенки, 11 дворов, 122 жителя».
Название — по мху, обильно росшему в этих местах.
В 1905 году значится в приходе церкви Михаила Архангела села Хмелевое.
По переписи населения 1926 года в Маховщине числится 31 двор, 180 жителей. В 1932 году — 213 жителей.
С 1928 года в составе Долгоруковского района Елецкого округа Центрально-Чернозёмной области. После разделения ЦЧО в 1934 году Долгоруковский район вошёл в состав Воронежской, в 1935 — Курской, а в 1939 году — Орловской области. С 6 января 1954 года в составе Долгоруковского района Липецкой области.

## Население
| 2010 |
| ---- |
| 14   |

## Транспорт
Грунтовыми дорогами связана с деревнями Выголка и Котово, селом Свишни.